# SV Wittlich
Der SV Wittlich (offiziell: Sportverein Wittlich 1912 e. V.) ist ein Sportverein aus Wittlich im Landkreis Bernkastel-Wittlich. Die erste Fußballmannschaft spielte fünf Jahre in der damals dritt- bzw. viertklassigen Oberliga Südwest.

## Geschichte
Der Verein geht auf den am 13. Dezember 1908 gegründeten FC Wittlich zurück, der etwa zwei Jahre später aufgelöst wurde. Am 4. August 1912 wurde der SV Wittlich gegründet, der sich im Jahre 1920 dem 1883 gegründeten TV Wittlich anschloss und dessen Fußballabteilung bildete. Im Rahmen der Reinlichen Scheidung wurde die Fußballabteilung am 9. August 1924 als SV Wittlich wieder eigenständig. Im Jahre 1945 schloss sich der TV Wittlich dem SV Wittlich an, spaltete sich jedoch im Jahre 1950 wieder unter seinem alten Namen ab.
Einen ersten Erfolg erreichte die Mannschaft im Jahre 1936, als sie Meister der Bezirksliga wurde. In der Aufstiegsrunde zur damals erstklassigen Gauliga Mittelrhein scheiterten die Wittlicher jedoch an der Spvgg Andernach. Nach dem Zweiten Weltkrieg gelang 1953 der Aufstieg in die damals drittklassige Amateurliga Rheinland. Aus dieser stieg die Mannschaft 1955 ab und wurde anschließend in die Kreisliga durchgereicht. In den folgenden Jahrzehnten pendelte die Mannschaft zwischen 2. Amateurliga bzw. Bezirksliga und Kreisliga. Im Jahre 1987 wurde die B-Jugend Rheinlandmeister und qualifizierte sich für die Deutsche Meisterschaft, wo schon in der ersten Runde das Aus gegen den 1. FC Nürnberg kam. Ein Jahr später schaffte die erste Mannschaft den Aufstieg in die Verbandsliga Rheinland, wo die Mannschaft 1991 Vizemeister hinter dem VfB Wissen wurde. Ein Jahr später wurde Wittlich Meister und stieg in die damals drittklassige Oberliga Südwest auf.
In der Oberliga konnte sich die Mannschaft schnell etablieren. 1994 erreichten die Wittlicher zudem das Endspiel des Rheinlandpokals, welches mit 1:4 nach Elfmeterschießen gegen den FSV Salmrohr verloren wurde. In der folgenden Saison 1994/95 erreichte die Mannschaft mit Platz fünf den bisherigen sportlichen Zenit. Zwei Jahre später stieg die Mannschaft aus der Oberliga ab. Ein Punkt fehlte am Saisonende zum Klassenerhalt. 1999 folgte der Abstieg in die Landesliga, wo die Mannschaft gleich in die Bezirksliga durchgereicht wurde. Im Jahre 2003 mussten die Wittlicher wegen Nichterfüllung des Schiedsrichersoll zwangsweise in die Kreisliga absteigen. Zwischenzeitlich war eine geplante Fusion mit dem Nachbarverein SV Klausen geplatzt.
Seit 2011 bildet der SV Wittlich zusammen mit dem SV Lüxem die Spielgemeinschaft SG Wittlich/Lüxem. Zur Saison 2013/14 schaffe die Spielgemeinschaft den Aufstieg in die Rheinlandliga, stieg aber sofort wieder ab. Nach einem erneuten Abstieg in die Kreisliga A Mosel konnte der Verein 2017 die Meisterschaft und die damit verbundenen Rückkehr in die Bezirksliga West feiern. Hier konnte man in der Saison 2017/18 den 6. Platz erringen.
Die Spielgemeinschaft, die mittlerweile um den SV Neuerburg erweitert wurde, wurde vom SV Wittlich zur Saison 2021/22 aufgekündigt. Ab dieser Saison ist der SV Wittlich wieder eigenständig.

## Persönlichkeiten
| - Michael Dusek - Herbert Herres - Markus Koster | - Wolodymyr Ljutyj - Jürgen Roth-Lebenstedt - Alfred Weyland |